# The Honor of the Slums
The Honor of the Slums è un cortometraggio muto del 1909 diretto da Van Dyke Brooke.

## Produzione
Il film fu prodotto dalla Vitagraph Company of America.

## Distribuzione
Distribuito dalla Vitagraph Company of America, il film - un cortometraggio di 193 metri - uscì nelle sale cinematografiche statunitensi il 16 febbraio 1909. Nelle proiezioni, veniva programmato con il sistema dello split reel, accorpato in un'unica bobina con un altro cortometraggio prodotto dalla Vitagraph, How the Kids Got Even.